# Pseudocyclopia stephoides
Pseudocyclopia stephoides är en kräftdjursart som beskrevs av I. C. Thompson 1895. Pseudocyclopia stephoides ingår i släktet Pseudocyclopia och familjen Pseudocyclopiidae. Inga underarter finns listade i Catalogue of Life.